# Liste der Monuments historiques in Valbois
Die Liste der Monuments historiques in Valbois führt die Monuments historiques in der französischen Gemeinde Valbois auf.

## Liste der Objekte
| Bezeichnung | Beschreibung  | Standort                                        | Kennzeichnung | Schutzstatus | Datum | Bild |
| ----------- | ------------- | ----------------------------------------------- | ------------- | ------------ | ----- | ---- |
| Kanzel      | Holz, um 1800 | Varvinay, in der Kirche St-Jean-Baptiste (Lage) | PM55002442    | Classé       | 1995  |      |